# Campeonato Mundial de Corta-Mato de 2017
O 42º Campeonato Mundial de Corta-Mato de 2017 foi realizado em Kampala, na Uganda, no dia 26 de março de 2017. Participaram da competição 553 atletas de 59 nacionalidades distribuídos em cinco provas. Todas as provas levaram medalhas na categoria individual e por equipe. Na categoria sênior masculino Geoffrey Kipsang do Quênia levou o ouro, e na categoria sênior feminino Irene Chepet Cheptai do Quênia levou o ouro. Essa foi a 1º vez que contou com a prova do revezamento misto, composta por homens e mulheres. 

## Agenda
Todos os horários são locais (UTC+3). 
| Data        | Hora  | Prova             |
| ----------- | ----- | ----------------- |
| 26 de março | 14:00 | Revezamento misto |
| 26 de março | 14:30 | Feminino júnior   |
| 26 de março | 15:10 | Masculino júnior  |
| 26 de março | 15:55 | Feminino sênior   |
| 26 de março | 16:55 | Masculino sênior  |

## Medalhistas
Esses foram os campeões da competição. 
| Evento                   | Ouro                       | Ouro  | Prata                          | Prata | Bronze                            | Bronze |
| ------------------------ | -------------------------- | ----- | ------------------------------ | ----- | --------------------------------- | ------ |
| Individual               |                            |       |                                |       |                                   |        |
| Masculino sênior (10 km) | Geoffrey Kipsang (KEN)     | 28:24 | Leonard Kiplimo Barsoton (KEN) | 28:36 | Abadi Hadis (ETH)                 | 28:43  |
| Masculino júnior (8 km)  | Jacob Kiplimo (UGA)        | 22:40 | Amdework Walelegn (ETH)        | 22:43 | Richard Yator Kimunyan (KEN)      | 22:52  |
| Feminino sênior (10 km)  | Irene Chepet Cheptai (KEN) | 31:57 | Alice Aprot Nawowuna (KEN)     | 32:01 | Lilian Kasait Rengeruk (KEN)      | 32:11  |
| Feminino júnior (6 km)   | Letesenbet Gidey (ETH)     | 18:34 | Hawi Feysa (ETH)               | 18:57 | Celliphine Chepteek Chespol (KEN) | 19:02  |
| Equipe                   |                            |       |                                |       |                                   |        |
| Revezamento misto        | Quénia                     | 22:22 | Etiópia                        | 22:30 | Turquia                           | 22:37  |
| Masculino sênior         | Etiópia                    | 21    | Quénia                         | 22    | Uganda                            | 72     |
| Masculino júnior         | Etiópia                    | 17    | Quénia                         | 28    | Eritreia                          | 55     |
| Feminino sênior          | Quénia                     | 10    | Etiópia                        | 45    | Bahrein                           | 58     |
| Feminino júnior          | Etiópia                    | 19    | Quénia                         | 20    | Uganda                            | 63     |

## Resultados
Foram disputadas cinco categorias, sendo os 12 primeiros foram destacados a seguir. 

### Revezamento misto (8 km)
| Posição           | Nacionalidade  | Atleta                                                                            | Tempo |
| ----------------- | -------------- | --------------------------------------------------------------------------------- | ----- |
| Medalha de ouro   | Quênia         | Asbel Kiprop, Winfred Nzisa Mbithe, Bernard Kipkorir Koros, Beatrice Chepkoech    | 22:22 |
| Medalha de prata  | Etiópia        | Welde Tufa, Bone Cheluke, Yomif Kejelcha, Genzebe Dibaba                          | 22:30 |
| Medalha de bronze | Turquia        | Aras Kaya, Meryem Akdag, Ali Kaya, Yasemin Can                                    | 22:37 |
| 4                 | Bahrein        | Sadik Mikhou, Dalila Abdulkadir, Benson Kiplagat Seurei, Tigist Gashaw            | 23:20 |
| 5                 | Marrocos       | Mohamed Tindouft, Oumaima Saoud, Sanae El Otmani, Brahim Kaazouzi                 | 24:02 |
| 6                 | Estados Unidos | Cory Leslie, Eleanor Fulton, Marisa Howard, Paul Kipkemoi Chelimo                 | 24:08 |
| 7                 | Tanzânia       | Faraja Damas Lazaro, Sicilia Ginoka Panga, Jackline Sakilu, Marco Silvester Monko | 24:13 |
| 8                 | Espanha        | Marc Alcalá, Solange Pereira, Jesús Ramos, Blanca Fernández                       | 24:29 |
| 9                 | Eritreia       | Netsanet Negasi, Berhane Tesfay, Helen Gebru, Awet Habte                          | 24:47 |
| 10                | Itália         | Soufiane El Kabbouri, Margherita Magnani, Giulia Aprile, Joao Bussotti Neves      | 25:14 |
| 11                | Sudão          | Hossny Eisa, Sounia Faroog Hamdan, Amna Bakhit, Adam Fadl Alla Musa               | 25:53 |
| 12                | Sudão do Sul   | Suzan Bumanga, Kamusu Muskan, Stella Ohiri, Majook Riak                           | 29:30 |
|                   | Uganda         | Winnie Nanyondo, Geofrey Ruto, Dorcus Ajok, Ronald Musagala                       | DSQ   |

### Masculino sênior (10 km)
Individual
| Posição           | Atleta                    | Nacionalidade  | Tempo |
| ----------------- | ------------------------- | -------------- | ----- |
| Medalha de ouro   | Geoffrey Kipsang Kamworor | Quénia         | 28:24 |
| Medalha de prata  | Leonard Kiplimo Barsoton  | Quénia         | 28:36 |
| Medalha de bronze | Abadi Hadis               | Etiópia        | 28:43 |
| 4                 | Jemal Yimer               | Etiópia        | 28:46 |
| 5                 | Aron Kifle                | Eritreia       | 28:49 |
| 6                 | Muktar Edris              | Etiópia        | 28:56 |
| 7                 | Vincent Kipsang Rono      | Quénia         | 29:00 |
| 8                 | Ibrahim Jeilan            | Etiópia        | 29:07 |
| 9                 | Timothy Toroitich         | Uganda         | 29:10 |
| 10                | Bonsa Dida                | Etiópia        | 29:10 |
| 11                | Samuel Kiprono Chelanga   | Estados Unidos | 29:13 |
| 12                | Leonard Patrick Komon     | Quénia         | 29:16 |

Equipe
| Abadi Hadis     | 3    |
| Jemal Yimer     | 4    |
| Muktar Edris    | 6    |
| Ibrahim Jeilan  | 8    |
| (Bonsa Dida)    | (10) |
| (Getaneh Molla) | (18) |

| Geoffrey Kipsang Kamworor   | 1    |
| Leonard Kiplimo Barsoton    | 2    |
| Vincent Kipsang Rono        | 7    |
| Leonard Patrick Komon       | 12   |
| (Nicholas Mboroto Kosimbei) | (15) |
| (Leonard Langat)            | (29) |

| Timothy Toroitich       | 9    |
| Abdallah Kibet Mande    | 16   |
| Stephen Kiprotich       | 17   |
| Joshua Kiprui Cheptegei | 30   |
| (Phillip Kipyeko)       | (31) |
| (Stephen Kissa)         | (52) |

- Nota: Atletas entre parênteses não pontuaram para o resultado final.

### Masculino júnior (8 km)
Individual
| Posição           | Atleta                 | Nacionalidade | Tempo |
| ----------------- | ---------------------- | ------------- | ----- |
| Medalha de ouro   | Jacob Kiplimo          | Uganda        | 22:40 |
| Medalha de prata  | Amdework Walelegn      | Etiópia       | 22:43 |
| Medalha de bronze | Richard Yator Kimunyan | Quénia        | 22:52 |
| 4                 | Betesfa Getahun        | Etiópia       | 22:58 |
| 5                 | Selemon Barega         | Etiópia       | 23:03 |
| 6                 | Tefera Mosisa          | Etiópia       | 23:04 |
| 7                 | Amos Kirui             | Quénia        | 23:04 |
| 8                 | Edwin Kiplangat Bett   | Quénia        | 23:10 |
| 9                 | Yemane Haileselassie   | Eritreia      | 23:18 |
| 10                | Wesley Ledama          | Quénia        | 23:25 |
| 11                | Filmon Ande            | Eritreia      | 23:28 |
| 12                | Bayelign Teshager      | Etiópia       | 23:35 |

Equipe
| Amdework Walelegn   | 2    |
| Betesfa Getahun     | 4    |
| Selemon Barega      | 5    |
| Tefera Mosisa       | 6    |
| (Bayelign Teshager) | (12) |
| (Solomon Berihu)    | (14) |

| Richard Yator Kimunyan   | 3    |
| Amos Kirui               | 7    |
| Edwin Kiplangat Bett     | 8    |
| Wesley Ledama            | 10   |
| (Ronald Kiprotich Kirui) | (15) |
| (Meshack Munguti Nzula)  | (18) |

| Yemane Haileselassie | 9    |
| Filmon Ande          | 11   |
| Abraha Kokob         | 17   |
| Mehari Tsegay        | 20   |
| (Robel Sibhatu)      | (22) |

- Nota: Atletas entre parênteses não pontuaram para o resultado final.

### Feminino sênior (10 km)
Individual
| Posição           | Atleta                     | Nacionalidade | Tempo |
| ----------------- | -------------------------- | ------------- | ----- |
| Medalha de ouro   | Irene Chepet Cheptai       | Quénia        | 31:57 |
| Medalha de prata  | Alice Aprot Nawowuna       | Quénia        | 32:02 |
| Medalha de bronze | Lilian Kasait Rengeruk     | Quénia        | 32:12 |
| 4                 | Hyvin Kiyeng Jepkemoi      | Quénia        | 32:32 |
| 5                 | Agnes Jebet Tirop          | Quénia        | 32:32 |
| 6                 | Faith Chepngetich Kipyegon | Quénia        | 32:49 |
| 7                 | Ruth Jebet                 | Bahrein       | 32:50 |
| 8                 | Belaynesh Oljira           | Etiópia       | 32:53 |
| 9                 | Rose Chelimo               | Bahrein       | 33:01 |
| 10                | Senbere Teferi             | Etiópia       | 33:12 |
| 11                | Eunice Chebichii Chumba    | Bahrein       | 33:26 |
| 12                | Mercyline Chelangat        | Uganda        | 33:29 |

Equipe
| Irene Chepet Cheptai         | 1   |
| Alice Aprot Nawowuna         | 2   |
| Lilian Kasait Rengeruk       | 3   |
| Hyvin Kiyeng Jepkemoi        | 4   |
| (Agnes Jebet Tirop)          | (5) |
| (Faith Chepngetich Kipyegon) | (6) |

| Belaynesh Oljira   | 8     |
| Senbere Teferi     | 10    |
| Gebeyanesh Ayele   | 13    |
| Sentayehu Lewetegn | 14    |
| (Zerfie Limeneh)   | (26)  |
| (Dera Dida)        | (DNF) |

| Ruth Jebet              | 7    |
| Rose Chelimo            | 9    |
| Eunice Chebichii Chumba | 11   |
| Desi Mokonin            | 32   |
| (Bontu Rebitu)          | (68) |

- Nota: Atletas entre parênteses não pontuaram para o resultado final.

### Feminino júnior (6 km)
Individual
| Posição           | Atleta                      | Nacionalidade | Tempo |
| ----------------- | --------------------------- | ------------- | ----- |
| Medalha de ouro   | Letesenbet Gidey            | Etiópia       | 18:34 |
| Medalha de prata  | Hawi Feysa                  | Etiópia       | 18:57 |
| Medalha de bronze | Celliphine Chepteek Chespol | Quénia        | 19:02 |
| 4                 | Sheila Chelangat            | Quénia        | 19:12 |
| 5                 | Hellen Ekalale Lobun        | Quénia        | 19:16 |
| 6                 | Fotyen Tesfay               | Etiópia       | 19:24 |
| 7                 | Peruth Chemutai             | Uganda        | 19:29 |
| 8                 | Joyline Cherotich           | Quénia        | 19:31 |
| 9                 | Emmaculate Chepkirui        | Quénia        | 19:31 |
| 10                | Zeineba Yimer               | Etiópia       | 19:32 |
| 11                | Sandrafelis Chebet Tuei     | Quénia        | 19:59 |
| 12                | Biri Abera                  | Etiópia       | 20:00 |

Equipe
| Letesenbet Gidey | 1    |
| Hawi Feysa       | 2    |
| Fotyen Tesfay    | 6    |
| Zeineba Yimer    | 10   |
| (Biri Abera)     | (12) |
| (Wede Kefale)    | (13) |

| Celliphine Chepteek Chespol | 3    |
| Sheila Chelangat            | 4    |
| Hellen Ekalale Lobun        | 5    |
| Joyline Cherotich           | 8    |
| (Emmaculate Chepkirui)      | (9)  |
| (Sandrafelis Chebet Tuei)   | (11) |

| Peruth Chemutai         | 7    |
| Sarah Chelangat         | 14   |
| Adha Munguleya          | 18   |
| Janat Chemusto          | 23   |
| (Esther Yeko Chekwemoi) | (25) |
| (Scarlet Chemos)        | (29) |

- Nota: Atletas entre parênteses não pontuaram para o resultado final.

## Quadro de medalhas
| Ordem | País     | Medalha de ouro | Medalha de prata | Medalha de bronze | Total |
| ----- | -------- | --------------- | ---------------- | ----------------- | ----- |
| 1     | Quênia   | 4               | 5                | 3                 | 12    |
| 2     | Etiópia  | 4               | 4                | 1                 | 9     |
| 3     | Uganda   | 1               | 0                | 2                 | 3     |
| 4     | Bahrein  | 0               | 0                | 1                 | 1     |
| 4     | Eritreia | 0               | 0                | 1                 | 1     |
| 4     | Turquia  | 0               | 0                | 1                 | 1     |
|       | TOTAL    | 9               | 9                | 9                 | 27    |

## Participação
Um total de 553 atletas de 59 países participou. 
| - Argélia (14) - Austrália (23) - Bahrein (16) - Bélgica (1) - Benim (2) - Botswana (12) - Brasil (1) - Burundi (12) - Camarões (2) - Canadá (23) - República Centro-Africana (1) - China (7) - Comores (4) - Congo (3) - Dinamarca (6) - Equador (4) - Egito (2) - Eritreia (25) - Etiópia (30) - Fiji (1) | - França (3) - Gâmbia (1) - Grã-Bretanha (21) - Itália (10) - Japão (21) - Jordânia (1) - Quénia (30) - Kuwait (12) - Líbano (7) - Lesoto (2) - Libéria (2) - Madagascar (2) - Malawi (7) - México (3) - Marrocos (18) - Namíbia (2) - Nigéria (10) - Peru (16) - Portugal (2) - Roménia (1) | - Ruanda (6) - Senegal (2) - Seicheles (2) - Serra Leoa (2) - Somália (2) - Sudão do Sul (10) - África do Sul (20) - Espanha (28) - Sri Lanka (2) - Sudão (14) - Eswatini (2) - Tajiquistão (2) - Tanzânia (28) - Turquia (5) - Uganda (33) - Estados Unidos (28) - Iémen (1) - Zâmbia (2) - Zimbabwe (4) |